# 卡尔弗特城 (肯塔基州)
卡尔弗特城（英語：Calvert City），是美国肯塔基州的一座城市。建立于1872年，面积约为43.3平方公里（16.7平方英里）。根据2010年美国人口普查，该市的人口为2,566人。